# Puente de la Unidad (Campeche)
El puente antiguo de la Unidad o Isla Aguada-Puerto Real, fue el segundo puente más largo del Estado de Campeche; comunica el sureste de México por el paradisíaco pueblo de Isla Aguada con la Isla del Carmen. Actualmente, este fue sustituido por el denominado “Nuevo Puente de la Unidad”, inaugurado por el gobernador de la entidad Alejandro Moreno Cárdenas, dando así un giro importante a la comunicación del sureste mexicano. 
Este puente fue construido en 1982 bajo el mandato de José López Portillo, gracias a la intervención de Fernando Rafful Miguel y a una petición masiva del pueblo de Carmen, siendo Gobernador del Estado de Campeche, Eugenio Echeverría Castellot, poniéndose en funcionamiento el 26 de noviembre de 1982, comunicando de manera fluida la Isla del Carmen con la península de Yucatán y el resto del Estado, eliminando el paso a través de las llamadas "pangas" o transbordadores, creando un tránsito más seguro, proporcionado tranquilidad al pueblo Carmelita después del hundimiento de la panga acaecido el viernes 22 de agosto de 1980, durante su travesía de Puerto Real a Isla Aguada, que provocó más de cien muertes.